# Нью-Юка (Оклахома)
Нью-Юка (англ. New Eucha) — переписна місцевість (CDP) в США, в окрузі Делавер штату Оклахома. Населення — 400 осіб (2020).

## Географія
Нью-Юка розташований за координатами 36°23′28″ пн. ш. 94°51′8″ зх. д. / 36.39111° пн. ш. 94.85222° зх. д. (36.391158, -94.852252).  За даними Бюро перепису населення США в 2010 році переписна місцевість мала площу 20,11 км², уся площа — суходіл.

## Демографія
Згідно з переписом 2010 року, у переписній місцевості мешкало 405 осіб у 146 домогосподарствах у складі 110 родин. Густота населення становила 20 осіб/км².  Було 177 помешкань (9/км²).
Расовий склад населення:
| - 45,7 % — білих - 40,2 % — корінних американців - 3,0 % — азіатів - 0,2 % — чорних або афроамериканців |

До двох чи більше рас належало 10,9 %. Частка іспаномовних становила 1,0 % від усіх жителів.
За віковим діапазоном населення розподілялося таким чином: 27,4 % — особи молодші 18 років, 61,0 % — особи у віці 18—64 років, 11,6 % — особи у віці 65 років та старші. Медіана віку мешканця становила 35,8 року. На 100 осіб жіночої статі у переписній місцевості припадало 96,6 чоловіків;  на 100 жінок у віці від 18 років та старших — 100,0 чоловіків також старших 18 років.
Середній дохід на одне домашнє господарство  становив 60 183 долари США (медіана — 46 625), а середній дохід на одну сім'ю — 58 898 доларів (медіана — 41 250). За межею бідності перебувало 34,2 % осіб, у тому числі 59,7 % дітей у віці до 18 років та 45,2 % осіб у віці 65 років та старших.
Цивільне працевлаштоване населення становило 169 осіб. Основні галузі зайнятості: транспорт — 20,1 %, публічна адміністрація — 16,6 %, освіта, охорона здоров'я та соціальна допомога — 16,6 %.